# Ostrov Valentia
Ostrov Valentia (irsky Dairbhre, což znamená „dubové dřevo“) je jedno z irských nejzápadnějších míst. Nachází se nedaleko poloostrova Iveragh v jihozápadní částí Irska, v hrabství Kerry. Ostrov je spojen s pevninou mostem – most na pevninské straně končí ve vesnici Portmagee. Mezi ostrovem a pevninou existuje trajekt pro motorová vozidla a to mezi městy Reenard Point a Knightstown. Další vesnice na ostrově se jmenuje Chapeltown.
Počet obyvatel ostrova je 665 dle sčítání lidí z roku 2011.

## Jméno ostrova
Jméno ostrova nemá nic společného se španělskou Valencií, ale obyvatelé ostrova jej nazývali An Bhaile Inse nebo Beal Inse („záliv ostrova“ nebo „ostrov ve zvučném zálivu“), je tedy možné, že to angličtí a španělští mořeplavci takto interpretovali a jméno se potom již ujalo.

## Historie

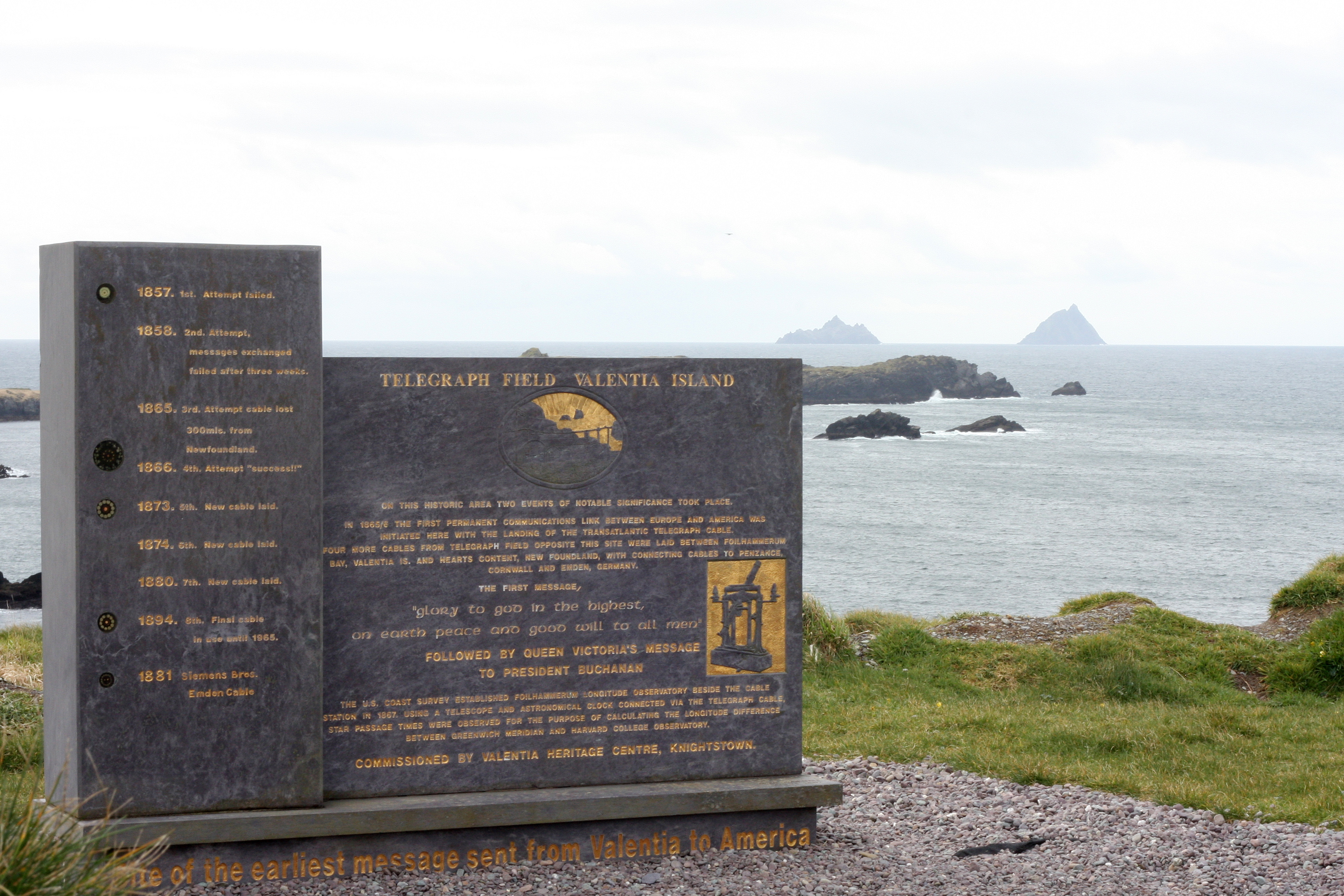
Pomník první permanentní komunikace mezi Evropou a Amerikou

V roce 1858 byl položen první transatlantický telegrafní kabel, který spojil irský ostrov Valentia se severoamerickým Newfoundlandem. Nešlo o první pokus tohoto druhu, předcházelo několik neúspěšných pokusů.
V říjnu 2002 byl odhalen pomník transatlantického kabelového vedení.

## Sport
Ostrov Valentia je populární destinací na rybaření.

## Významní lidé
- Helen Blackburnová, která byla vůdčí osobností kampaní za ženská práva v Anglii, se zde narodila v roce 1842.[2]
- Michael Reardon, který byl americký sólo-lezec, zemřel na ostrově 13. července 2007. Byl smeten do moře po úspěšném výstupu.